# Atractocarpus crosbyi
Atractocarpus crosbyi är en måreväxtart som först beskrevs av Isaac Henry Burkill, och fick sitt nu gällande namn av Christopher Francis Puttock. Atractocarpus crosbyi ingår i släktet Atractocarpus och familjen måreväxter.
Artens utbredningsområde är Tonga. Inga underarter finns listade i Catalogue of Life.